# Deuxième guerre égypto-ottomane
Guerres Egypto-Ottomanes
La deuxième guerre égypto-ottomane ou deuxième guerre de Syrie est un conflit qui opposa l'Empire ottoman à l'Égypte autonome du vice-roi Méhémet Ali, entre 1839 et 1841. Elle fit suite à la première guerre égypto-ottomane (1831-1833), et fut provoquée par le désir de revanche de l'Empire après la convention de Kütahya, qui avait vu les pachalik d'Alep et de Damas passer sous tutelle égyptienne.
Face à la tournure désastreuse que prirent les hostilités pour les Ottomans, une coalition européenne, menée par le Royaume-Uni, vint au secours du sultan à l'automne 1840 pour mettre en échec les ambitions impériales de l'Égypte et prévenir l'effondrement de la puissance ottomane.
Après plusieurs affrontements en Méditerranée orientale et sur fond de graves tensions avec la France, un accord de paix fut finalement trouvé avec le traité de Londres. En Europe occidentale, du fait que cette guerre créait une forte tension entre les puissances, elle était appelée « crise d'Orient ».

## Historique
En 1839, l'armée ottomane cherche à réoccuper des territoires confiés à Méhémet Ali en 1833. Elle est cependant vaincue par l'armée égyptienne d'Ibrahim Pacha, fils de Méhémet Ali, à la bataille de Nézib (actuelle Nizip près de Gaziantep), ce qui amène l'Empire au bord de l'effondrement. 
Le Royaume-Uni, l'Autriche et la Russie interviennent alors pour sauver la Sublime Porte et obliger l'Égypte à faire la paix. Elles signent le traité de Londres, le 15 juillet 1840, afin de contraindre les Égyptiens à se retirer du Levant. Le 10 septembre 1840, les navires britanniques de la Mediterranean Fleet, commandée par l'amiral Robert Stopford, accompagnés par deux navires autrichiens, débarquent un corps de 7 000 hommes près de Jounieh. Les 15 et 16 septembre, ils bombardent Beyrouth, détruisant une grande partie de la ville qui alors est évacuée par les Égyptiens. La flotte reçoit alors l'ordre de chasser les Égyptiens d'Acre, dernière position côtière encore tenue par les Égyptiens. Le 3 novembre, au terme d'un court assaut, l'explosion d'une poudrière provoque la débâcle de la garnison égyptienne qui évacue la ville ; le corps expéditionnaire l'occupe le 4 novembre. La France fait savoir qu'elle est prête à intervenir pour soutenir Méhémet Ali et lui garantir la possession de l'Égypte.
Le 27 novembre 1840, la convention d'Alexandrie (mise en place par l'amiral Charles Napier) oblige l'armée de Méhémet Ali à quitter la Syrie et à libérer la flotte ottomane, faite prisonnière à Alexandrie (sous blocus britannique) le 1er juillet 1839. En contrepartie, les Britanniques acceptent de reconnaître Méhémet Ali et ses descendants comme dirigeants légitimes de l'Égypte.